# Robson & Jerome (álbum)
Robson & Jerome es el álbum de debut del dúo británico, Robson & Jerome. Fue sacado a la venta en 1995 en el Reino Unido por RCA y alcanzó el número 1 en el UK Albums Chart. Fue el álbum número 1  de las Navidades de 1995 y el álbum más vendido del año en el Reino Unido.

## Lista de canciones
1. Unchained Melody
2. Daydream Believer
3. I Believe
4. The Sun Ain't Gonna Shine Anymore
5. Up on the Roof
6. I'll Come Running Back to You
7. (There'll Be Bluebirds Over) The White Cliffs of Dover
8. Amazing Grace
9. If I Can Dream
10. This Boy
11. Love You Forever
12. Little Latin Lupe Lu
13. Danny Boy

## Tabla de éxitos
| Chart (1995)    | Peak Posición |
| --------------- | ------------- |
| UK Albums Chart | 1             |